# بوعنداس
بوعنداس (به عربی: بوعنداس) یک شهرداری در الجزایر است که در استان سطیف واقع شده‌است.